# Porfirie Perić
Porfirie (n. 22 iulie 1961, Bečej, RP Serbia, RSF Iugoslavia) este patriarhul Bisericii Ortodoxe Sârbe. S-a născut cu numele de mirean Prvoslav Perić în 1961 în Becej, un oraș din provincia Voivodina de Nord, Iugoslavia de atunci.
În 1985 a devenit călugăr la Mănăstirea Dečani din Kosovo și a absolvit Facultatea de Teologie Ortodoxă a Universității din Belgrad în anul următor, înainte de a-și finaliza studiile postuniversitare la Atena.
În 2005, parlamentul l-a ales ca membru al principalei autorități de reglementare a audiovizualului din Serbia, RBA, reprezentând toate bisericile și comunitățile religioase, iar agenția l-a ales ca președinte în 2008.
În perioada 2010-2011, Porfirie a fost episcop al armatei Serbiei și coordonator pentru cooperarea dintre Biserica Ortodoxă Sârbă și armată.
Sfântul Sinod al Episcopilor Bisericii Ortodoxe Sârbe l-a ales în 2014 ca Mitropolit de Zagreb și Liubliana.
Episcopii ortodocși sârbi l-au ales pe Porfirie, Mitropolitul Zagrebului și Ljublianei, ca al 46-lea patriarh, la aproximativ trei luni de la moartea Patriarhului Irineu.
Sfântul Sinod al Episcopilor s-a reunit pe 18 februarie 2021 în Catedrala Sfântul Sava din Belgrad și a votat pentru trei candidați preferați la conducerea Bisericii Ortodoxe Sârbe. Votul a fost secret. Fostul șef al Bisericii Ortodoxe Sârbe, Patriarhul Irineu, în vârstă de 90 de ani, a murit în noiembrie 2020, de Covid-19.